# 万宝街道
万宝街道是中国黑龙江省哈尔滨市松北区下辖的一个街道，与万宝镇实行“一个机构，两块牌子”。位于哈大高速西侧，街道下辖1个居委会和7个村委会。